# NGC 331
NGC 331 è una galassia a spirale barrata situata nella costellazione della Balena. Fu scoperta nel 1886 da Francis Leavenworth.
L'identificazione di NGC 331 è incerta in quanto esistono due galassie potenzialmente candidate: PGC 2759 e PGC 3406, quest'ultima con minor probabilità.

## Galleria d'immagini

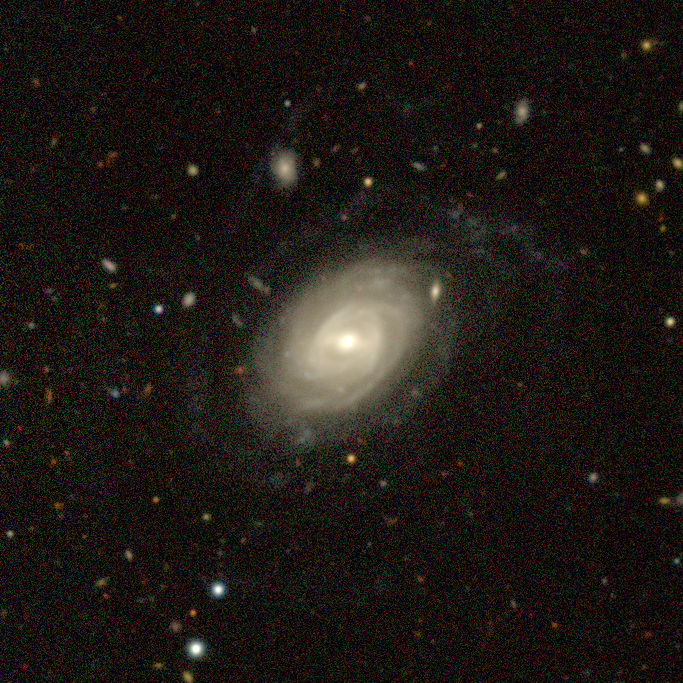
PGC 2759 fotografata da DECam
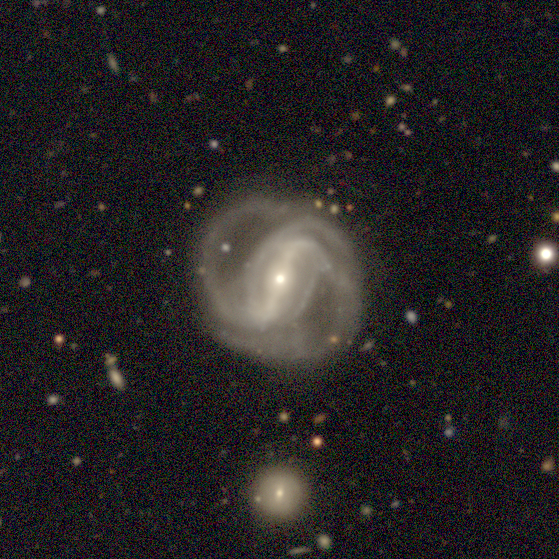
PGC 3406 fotografata da DECam